# Wassup Rockers
Pour plus de détails, voir Fiche technique et Distribution.
Wassup Rockers est un film américain réalisé par Larry Clark, sorti en 2006.

## Synopsis
De jeunes skaters latinos vivent dans le ghetto du centre sud de Los Angeles. Un jour ils décident de se rendre à Beverly Hills où ils font la rencontre de jeunes filles bourgeoises, des « riches blancs » et de la police. Le groupe ne désire pas se conformer à la mode hip-hop des gangs du sud de la ville dont les violences et les incivilités gangrènent les voisinages alentour. Ces skaters latinos sont  principalement accoutrés de pantalons serrés, écoutent du punk rock et passent leur temps à skater. Le climax du film intervient lorsque le groupe de jeunes skaters s'invite dans une fête huppée de Beverly Hills: ils s'aperçoivent que les relents de racisme à leurs égards ne disparaîtront jamais en dépit de leur incroyable capacité à s'adapter à cet environnement artificiel et propre au show business. Le film par ailleurs est traversé de moments au cours desquels la police traque au faciès le groupe de jeunes hommes et humilie certains d'entre eux, affichant par là même une xénophobie et un racisme notoires.

## Fiche technique
- Titre : Wassup Rockers
- Réalisation : Larry Clark
- Scénario : Larry Clark et Matthew Frost
- Production : Larry Clark
- Musique : Harry Cody
- Photographie : Steve Gainer (en)
- Montage : Alex Blatt
- Pays d'origine : États-Unis
- Format : Couleurs - 1,85:1 - Dolby Digital - 35 mm
- Genre : Drame
- Durée : 106 minutes
- Date de sortie : 5 avril 2006

## Distribution
- Jonathan Velasquez : Jonathan[2]
- Francisco Pedrasa : Kiko
- Milton Velasquez : Spermball/Milton
- Yunior Usualdo Panameno : Porky
- Eddie Velasquez : Eddie
- Luis Rojas-Salgado : Louie
- Carlos Velasco : Carlos
- Iris Zelaya : Iris
- Ashley Maldonado : Rosalia
- Laura Cellner : Jade
- Jessica Steinbaum : Nikki
- Chris Neville : Beverly Hills Cop
- Jeremy Scott : Andre
- David Livingston : Beverly Hills Actor
- Joe Myles : Beverly Hills Detective
- Uggie : le chien

## Distinctions
- Présenté - Festival du film de Newport Beach 2006[3].
- Présenté - Slamdance International Film Festival 2006[4],[5].
- Présenté - Festival des Busters 2017[6]